# Klausen, Bernkastel-Wittlich
Klausen là một đô thị ở huyện Bernkastel-Wittlich, trong bang Rheinland-Pfalz, Đô thị Klausen, Bernkastel-Wittlich có diện tích 9,22 km², dân số thời điểm ngày 31 tháng 12 năm 2006 là 1343 người.